# Royal Armouries

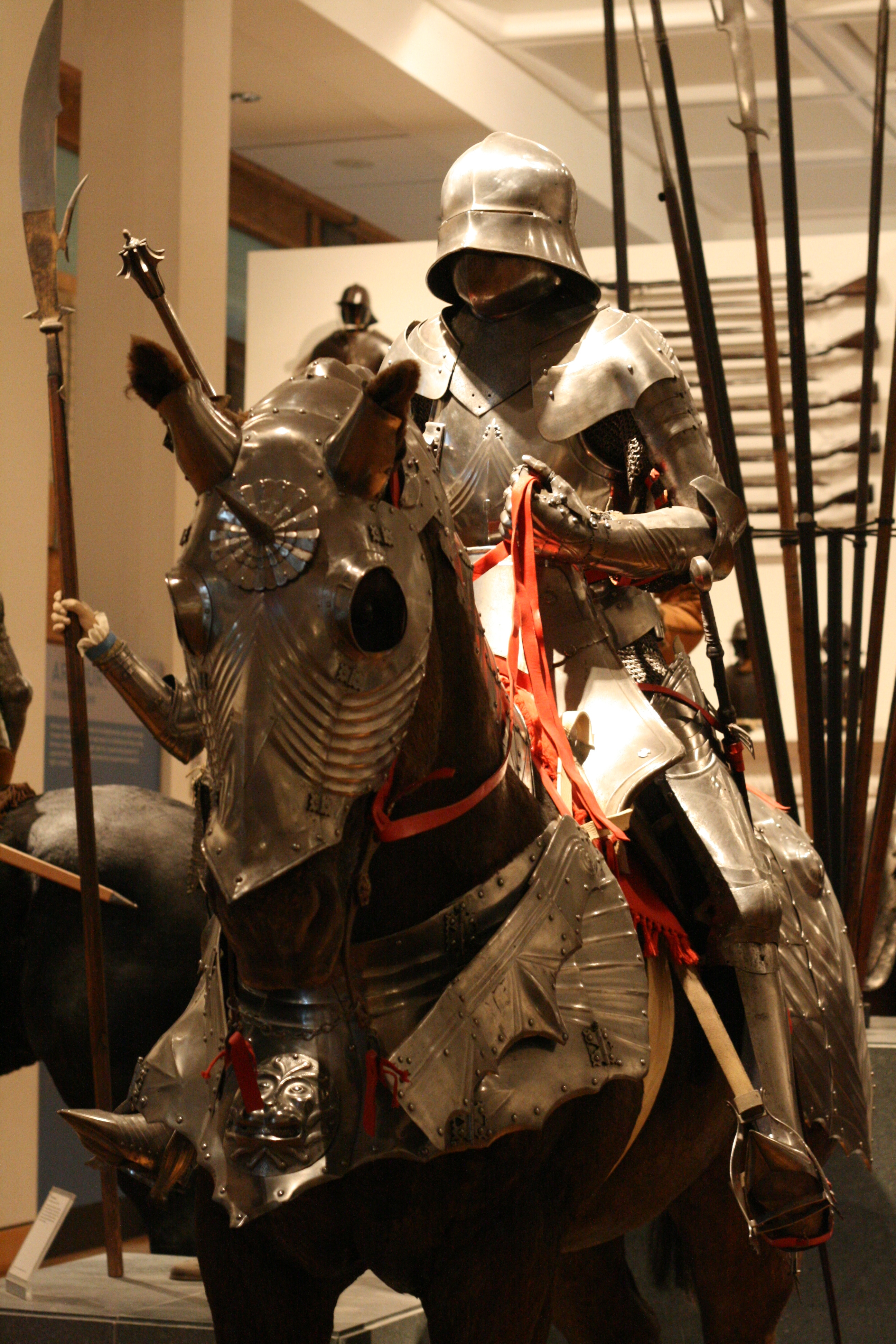
Gothic plate armour en el Museo Royal Armouries en Leeds

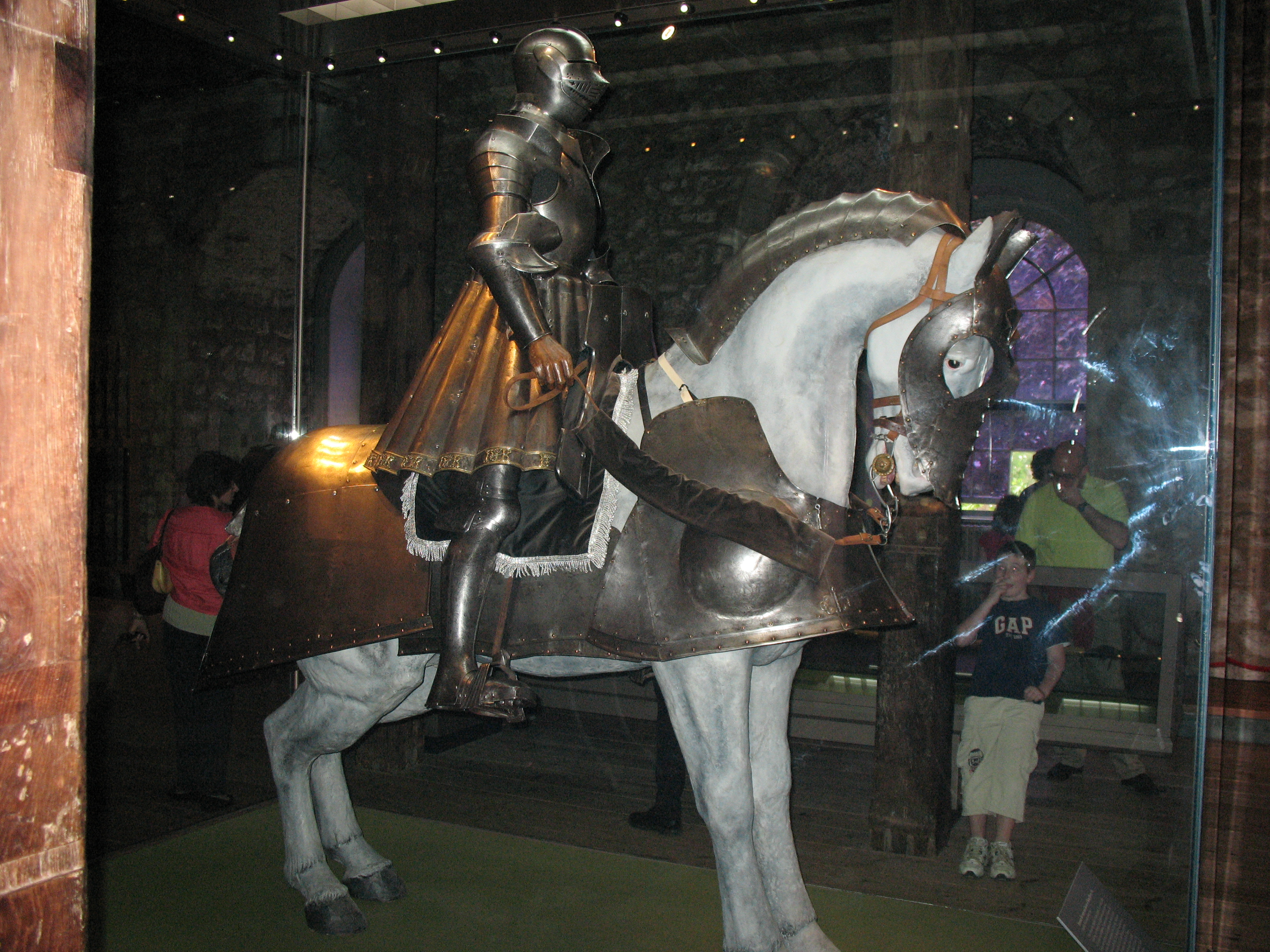
Parte de la exhibición en la Torre de Londres

El Royal Armouries es el museo Nacional del Reino Unido de Armas y Armadura. Es el museo más viejo de Reino Unido, y uno de los museos más antiguos del mundo. Es también una de las mayores colecciones de armas y armadura en el mundo, comprendiendo la colección Nacional del Reino Unido de Armas y Armadura, Colección de Artillería Nacional, y Nacional Firearms Colección. Su base histórica es en la Torre de Londres, pero hoy la colección está repartida en tres lugares:
| Ubicación                    | Coordenadas                                 |
| ---------------------------- | ------------------------------------------- |
| Real Armouries Museo (Leeds) | 53°47′31″N 1°31′56″O / 53.791866, -1.532258 |
| Torre de Londres (Londres)   | 51°30′31″N 0°04′35″O / 51.508545, -0.076310 |
| Fort Nelson (Portsmouth)     | 50°51′38″N 1°08′20″O / 50.860691, -1.138867 |

De 2004 a 2015, una selección limitada de elementos fue exhibida en Louisville, Kentucky, en los Estados Unidos, en cooperación con el Frazier Museo de Historia.

## Historia
La Real Armouries es uno de las instituciones más antiguas de la Torre de Londres y originalmente se dedicaba a la fabricación de armaduras para los Reyes de Inglaterra. La Oficina del Armoury creció fuera del departamento sabido como el Rey Privy Armario en la Torre de Londres en el mid-siglo XV. Overseen De 1423 por el Maestro de la armadura del Rey, y basado en la Torre Blanca, la Oficina era responsable para fabricar armadura y edged armas para el monarca y sus ejércitos; funcione junto a la Oficina de Ordnance, el cual tuvo responsabilidad para firearms.
El Armoury oversaw storehouses y talleres en Woolwich y Portsmouth, y en varios palacios reales (la mayoría notablemente la Greenwich Armoury, el cual especializó en richly-decorado ceremonial armadura). En 1545, está grabado que un visitando extranjero dignitary pagó para ver el Armoury colección en la Torre de Londres. Por el tiempo de Charles II, había una exhibición pública permanente allí; el "español Armoury" qué instrumentos incluidos de tortura y la "Línea de Reyes"—una fila de las efigies de madera que representan los reyes de Inglaterra. Esto lo hace el primer museo en Gran Bretaña.

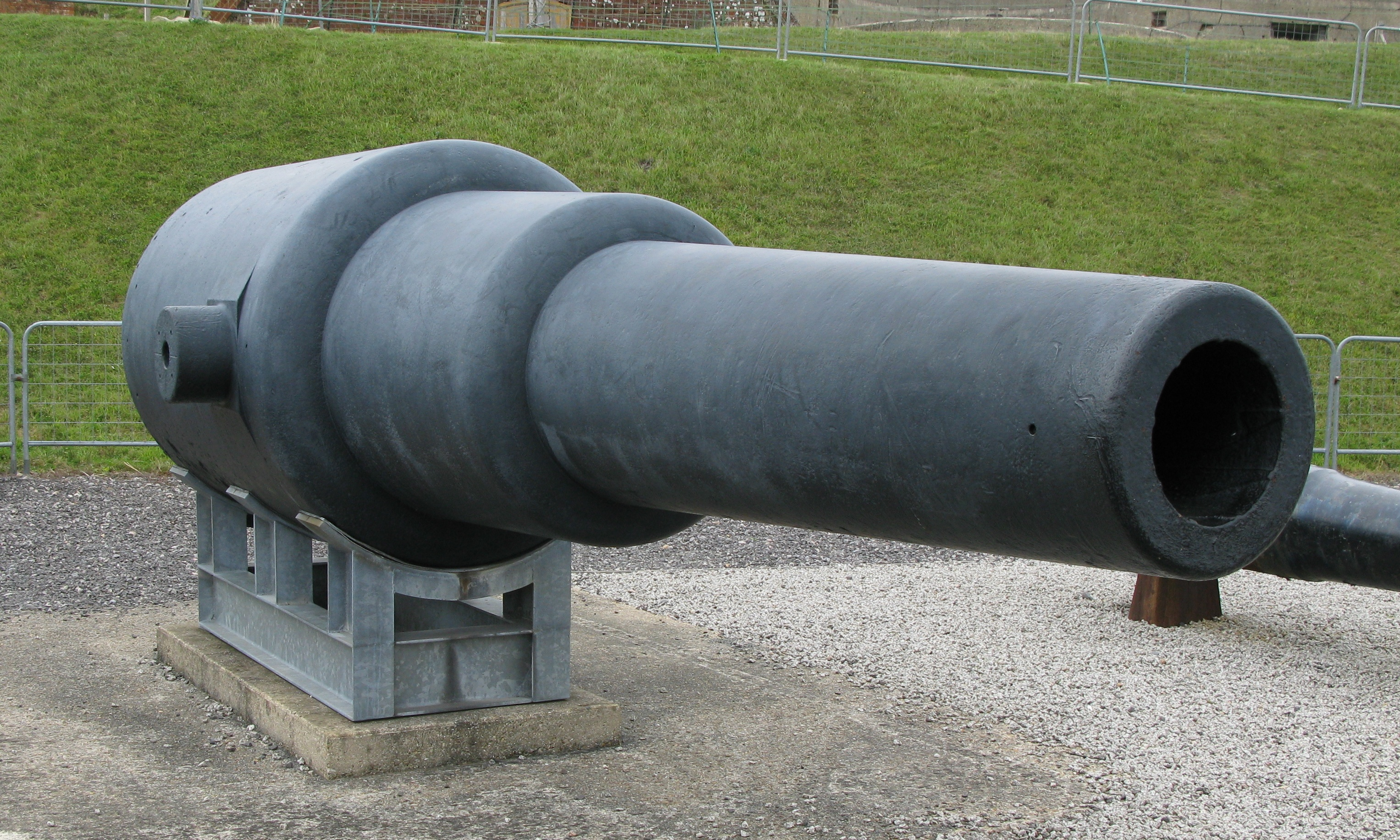
Fort Nelson, un cañón de 12.5 pulgadas de morro de 1875

La influencia del Armoury empezó para decaer armas tan tradicionales dieron manera cada vez más a firearms en el campo de guerra. En el 1620s, espadas, lances y los elementos de armadura eran todavía utilizados en batalla, pero mayoritariamente era emitido por la Oficina de Ordnance (cuál devenía un sizeable departamento de Estatal) más que por el Armoury. El último, aun así, quedado staffed y operacional hasta que 1671, cuándo sea finalmente absorbido por el Ordnance Tablero; el tablero continuó mantener, y de hecho expandido, el Armoury como museo.
La Torre estuvo comprometida en el desarrollo, fabricación y almacenamiento de una variedad ancha de weaponry hasta el Tablero de Ordnance estuvo abolido en 1855. Después el histórico armoury la colección quedó. Sólo una parte pequeña de esto podría ser mostrada, aun así, y en 1995, mucho de la colección de artillería estuvo movida a Fort Nelson en Hampshire y el año siguiente un nuevo Real Armouries el museo estuvo abierto en Leeds. La parte restante de la colección relaciona directamente a la Torre.
El Acto de Patrimonio Nacional 1983 estableció el Armouries como no-departmental cuerpo público, ahora patrocinado por el Departamento de cultura, Medios de comunicación y Deporte.

## Maestro de la Armería
Se conoce al principal de la Real Armouries como Maestro de Armas. Se trataba de una oficina antigua que en 1935 se convirtió en museo nacional. El director general actual y Maestro de Armas es Edward Impey.

### Maestro de la Armería
El Maestro de la armería era el responsable de mantener un número de armaduras y armas preparados para su uso en caso de guerra. Tenía una oficina en la Torre de Londres. El primer uso de este título data de 1462.
- Señor Richard Guildford (1485@–1506) (también Maestro del Ordnance)
- Señor Edward Guildford (1506@–1533)
- Señor John Dudley (1533@–1544)
- Thomas Darcy, 1.º Barón Darcy de Chiche (1544@–1553)
- Señor Richard Southwell (1554@–1559) (también Maestro del Ordnance)
- Señor George Howard (1560@–1580)
- Señor Henry Lee (1580@–1611)[7]
- Señor Thomas Monson, 1.º Baronet (1611@–1616)[8]
- William Legge (1636@–1646)
- Robert Spaven (1647@–?1648)[9]
- Anthony Nicholl (1648@–?1658)[10]
- William Legge (restaurado a oficina 1660@–1670)
- La oficina abolida en 1671

### Maestros de Armas
- Charles John Ffoulkes (1935@–1938)[11]
- Señor James Mann (1938@–1962)[12]
- Arthur Richard Dufty (1963@–1976)[13]
- Alexander Vesey Bethune (Nick) Norman (1977@–1988)[14]
- Guy Wilson, 1988@–2002[15]
- Paul Evans, julio de 2003 – septiembre de 2008[16]
- Lugarteniente-Jonathon General Riley, septiembre de 2009-noviembre de 2012
- Dr. Edward Impey, octubre de 2013-presente